# 櫟江神社
櫟江神社（いちえじんじゃ）は、岐阜県羽島市下中町市之枝に鎮座する神社。
「檪江神社」とも表記する。

## 概要
創建時期は不詳。尾張国内神名帳の「中島郡従三位櫟江天神」に該当するという。
江戸時代は稲荷神社と称していた。1869年（明治2年）に笠松県の郷社となる。同時に櫟江神社に改称する。

## 祭神
- 櫟江大神

櫟江大神の詳細は不明だが、大宜都比売命であるという説がある。
- 豊受比売大神

## 文化財
鏃石
- 平将門を討ち取った藤原秀郷（田原藤太）が将門の首級を朝廷に届ける途中で櫟江神社に立ち寄り参拝。その際、鏃（矢尻）を使って石に「田原藤太朝臣」と刻んだという[2]。
- 1959年（昭和34年）11月19日、羽島市の有形文化財に指定される[3]。